# Agosterol A
Agosterol A es un bioactivo esterol aislado de la esponja marina.